# Titanfall (серия игр)
Titanfall — серия видеоигр в жанре шутер от первого лица, разработанная Respawn Entertainment и изданная Electronic Arts. Первая игра во франшизе была Titanfall, а последняя Apex Legends.

## Геймплей
В Titanfall игроки управляют пилотами и их титанами, сражаясь в матчах «шесть на шесть». Игра оптимизирована для динамичных и непрерывных действий, чему способствуют способность бегать по стенам и множество солдат на поле боя, управляемых компьютером. В других играх серии есть уникальные персонажи, которые могут использовать особые способности.

## Игры
| 2014 | Titanfall          |
| 2015 |                    |
| 2016 | Titanfall 2        |
| 2017 | Titanfall: Assault |
| 2018 |                    |
| 2019 | Apex Legends       |

### Основные игры серии

#### Titanfall
Titanfall является первой игрой в серии, выпущенная для Xbox One и Microsoft Windows 11 марта 2014 года. Она была в основном ориентирована на многопользовательскую игру, без реальной одиночной кампании.

#### Titanfall 2
Titanfall 2 была выпущен 28 октября 2016 года для Xbox One, PlayStation 4 и Microsoft Windows. На этот раз игра включала однопользовательскую кампанию с полноценным сюжетом.

### Спин-оффы

#### Titanfall: Assault
Titanfall: Assault являлась стратегией в реальном времени. Она была разработана Particle City и Respawn Entertainment, изданная Nexon для iOS и Android в августе 2017 года. 31 июля 2018 года сервера Titanfall: Assault были закрыты.

#### Apex Legends
Apex Legends является многопользовательским шутером от первого лица и королевской битвой во вселенной Titanfall. 4 февраля 2019 года игра была выпущена для Windows, PlayStation 4 и Xbox One, а 9 марта 2021 для Nintendo Switch.

### Отменённые игры

#### Titanfall: Frontline
Titanfall: Frontline должна была стать коллекционной карточной игрой. В январе 2017 года игра была отменена.

#### Titanfall Online
В 2016 году EA объявили о партнёрстве с Nexon для создания игры, ориентированной на азиатский рынок, под названием Titanfall Online, аналогичной Counter-Strike Online и Call of Duty Online. В 2017 году проходила закрытая бета-версия. Titanfall Online была отменена 9 июля 2018 года, в основном из-за плохого приёма во время тестирования и меняющегося рынка.

## Разработка
Titanfall является первой игрой, разработанной Respawn Entertainment, компанией, основанной Джейсоном Уэстом и Винсом Зампеллой. Оба являются бывшими сотрудниками Infinity Ward, они помогли создать франшизу Call of Duty.  Двое были уволены после разногласий по контракту.